# 森本毅郎さわやかワイド
『森本毅郎さわやかワイド』（もりもとたけろうさわやかワイド）は、1984年5月7日から同年11月2日までTBS系列17局で毎週月 - 金曜 8:30 - 9:55（日本標準時）に生放送されていたTBS制作のワイドショー番組である。森本毅郎の冠番組。

## 概要
1984年5月4日まで約12年に亘って放送されていた『モーニングジャンボ奥さま8時半です』の後番組としてスタート。同番組の司会だった鈴木治彦が健康上の理由から降板を申し出て終了が決まったため、後任として同年4月にNHKアナウンサーからTBSと局専属契約を結んだばかりの森本毅郎を司会に迎えた。森本にとっては当時20年のキャリアで初めての冠番組だった。パートナーにはテレビ愛媛（フジテレビ系列局）を寿退社した後、東京でフリーアナウンサーとして活躍していた小池達子を迎えた。
森本はNHKを退職する直前まで同じく朝の番組だった『NHKニュースワイド』を担当していた事もあって、番組の第1回放送のオープニングでは「今日から朝、この時間に月曜から金曜までまたお目にかかる事になりました」と再び朝の番組を担当する事を強調して挨拶した。初回のトップニュースは三浦友和と山口百恵が三浦祐太朗の出産後にホテルで記者会見をした話題だった。
本番組は半年後、『森本ワイド モーニングEye』に改題。小池はこの時点で降板して当時TBSアナウンサーの菅原牧子に交代。翌年から『クイズダービー』の出題を担当する。

## 出演者
- 森本毅郎（元NHKアナウンサー→TBS契約アナウンサー）
- 小池達子（元テレビ愛媛アナウンサー→フリーアナウンサー）
- 村上允俊（リポーター）
- 小川みどり（リポーター）

## ネット局
| 放送対象地域   | 放送局              | 系列    | 備考                 |
| -------------- | ------------------- | ------- | -------------------- |
| 関東広域圏     | 東京放送(TBS)       | TBS系列 | 制作局 現：TBSテレビ |
| 北海道         | 北海道放送(HBC)     | TBS系列 |                      |
| 青森県         | 青森テレビ(ATV)     | TBS系列 |                      |
| 岩手県         | 岩手放送(IBC)       | TBS系列 | 現：IBC岩手放送      |
| 宮城県         | 東北放送(TBC)       | TBS系列 |                      |
| 福島県         | テレビユー福島(TUF) | TBS系列 |                      |
| 山梨県         | テレビ山梨(UTY)     | TBS系列 |                      |
| 新潟県         | 新潟放送(BSN)       | TBS系列 |                      |
| 長野県         | 信越放送(SBC)       | TBS系列 |                      |
| 静岡県         | 静岡放送(SBS)       | TBS系列 |                      |
| 中京広域圏     | 中部日本放送(CBC)   | TBS系列 | 現：CBCテレビ        |
| 近畿広域圏     | 毎日放送(MBS)       | TBS系列 |                      |
| 岡山県・香川県 | 山陽放送(RSK)       | TBS系列 | 現：RSK山陽放送      |
| 広島県         | 中国放送(RCC)       | TBS系列 |                      |
| 高知県         | テレビ高知(KUTV)    | TBS系列 |                      |
| 福岡県         | RKB毎日放送(RKB)    | TBS系列 |                      |
| 鹿児島県       | 南日本放送(MBC)     | TBS系列 |                      |

| TBS系列 月 - 金曜 午前のワイドショー枠 | TBS系列 月 - 金曜 午前のワイドショー枠 | TBS系列 月 - 金曜 午前のワイドショー枠 |
| 前番組                                 | 番組名                                 | 次番組                                 |
| -------------------------------------- | -------------------------------------- | -------------------------------------- |
| モーニングジャンボ奥さま8時半です      | 森本毅郎さわやかワイド                 | 森本ワイド モーニングEye               |